# GNX
Albums de Kendrick Lamar
Mr. Morale & the Big Steppers
(2022)
Singles
1. Squabble Up
Sortie : 26 novembre 2024
2. Luther
Sortie : 29 novembre 2024

GNX est le sixième album studio du rappeur américain Kendrick Lamar sorti en 2024 sur les labels PGLang et Interscope Records. L'album est sorti, sans aucune promotion et par « surprise » le 22 novembre 2024. GNX, intitulé ainsi d'après une version de la Buick Regal, est le premier album de Lamar après son départ de Top Dawg Entertainment et Aftermath Entertainment.
Kendrick Lamar et Dave Free ont produit l'album, qui comprend des apparitions non créditées d'AzChike, Deyra Barrera, Dody6, Hitta J3, Ink, Kamasi Washington, Peysoh, Roddy Ricch, Sam Dew, Siete, SZA, Wallie the Sensei et YoungThreat,.

## Historique

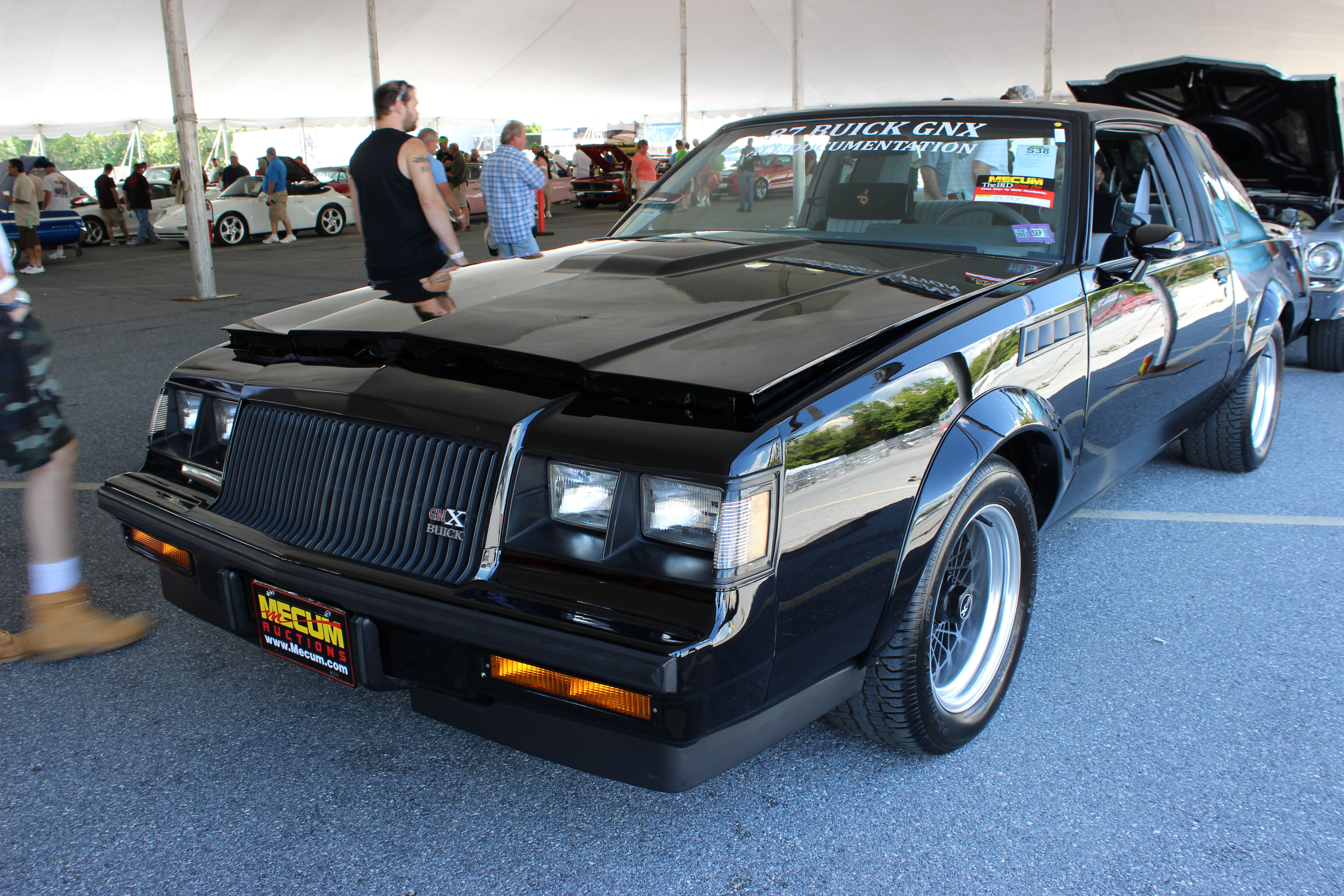
Une Buick Regal GNX de 1987

Kendrick Lamar sort son cinquième album studio, Mr. Morale & the Big Steppers, le 13 mai 2022. Celui est un succès critique et commercial. L'artiste connait ainsi son cinquième album numéro un au Billboard 200 et remporte notamment le Grammy Award du meilleur album de rap en février 2023,. Après avoir conclu sa tournée de concerts en mars 2024, Lamar a partagé sur les réseaux sociaux qu'il avait acheté une Buick Grand National Experimental (GNX) vintage de 1987 en édition limitée. Il s'agit du même modèle que son père a utilisé pour le ramener chez lui après sa naissance,.
Mr. Morale & the Big Steppers était le dernier album de Lamar avec Top Dawg Entertainment, avec lequel il avait signé en 2005. Avant que sa querelle avec le rappeur canadien Drake ne reprenne, il a discrètement quitté Aftermath Entertainment et a signé un accord de licence directe avec son distributeur, Interscope Records. Il sort cinq singles autonomes au cours du dernier “épisode” de leur conflit, y compris les titres en tête du Billboard Hot 100 Like That et Not Like Us,. Kendrick Lamar évoque une chanson alors sans titre au début du clip de ce dernier. Entertainment Weekly observe son inclusion et les spéculations des fans selon lesquelles il pourrait être inclus dans son prochain album, qui s'est révélé être Squabble Up.
Des rumeurs entourant un prochain album de Lamar commencent à émerger mais sont démenties par des proches. Après avoir annoncé qu'il avait été choisi comme tête d'affiche du spectacle de la mi-temps du Super Bowl LIX, il publie par surprise Watch the Party Die sur son compte Instagram. Rolling Stone écrit que le morceau était de bon augure pour son prochain album – « quand il sortira ». Dazed, d'autre part, prédit qu'il se prépare à une ère « astronomique ». En octobre, les collaborateurs de longue date de Lamar — Terrace Martin, SZA et Schoolboy Q — confirment qu'il va sortir de la nouvelle musique,,.

## Composition
GNX se compose de 12 chansons. D'une durée de 44 minutes et 20 secondes, il est l'album studio le plus court de la carrière de l'artiste. Ben Sisaro du New York Times a noté que son dixième morceau, Heart Pt. 6, est une réplique implicite au diss song du même nom de Drake, qui en lui-même était tiré de la série de chansons The Heart de Lamar.

## Promotion et sortie
Des extraits de Squabble Up sont présentés dans les programmes de la NBA et de la Formule 1. SZA a interviewé Lamar pour son article de couverture pour Harper's Bazaar et il participe à un reportage pour British Vogue. Le 22 novembre 2024, Kendrick Lamar diffuse de manière inattendue une bande-annonce d'une minute sur YouTube. L'album est sorti, publié par les labels PGLang et Interscope, quelques minutes plus tard,.

## Accueil critique
Tom Breihan de Stereogum qualifié l'album de « meilleur album de 2024 et de la plus grande œuvre de la carrière de Kendrick Lamar », louant sa production et le rap de Lamar.

## Liste des titres
| 1.    | Wacced Out Murals                                            | Kendrick Duckworth,                                              | - Sounwave - Jack Antonoff - Dahi - Craig Balmoris - Frano - Tyler Reese - M-Tech (add.) - Tim Maxey (add.) | 5:17 |
| 2.    | Squabble Up                                                  | Duckworth                                                        | - Sounwave - Antonoff - Kendrick Lamar - Bridgeway - M-Tech (add.)                                          | 2:37 |
| 3.    | Luther (feat. SZA)                                           | - Duckworth - Solána Rowe - Atia Boggs - Samuel Dew              | - Sounwave - Antonoff - Bridgeway - Kamasi Washington - M-Tech - Rose Lilah                                 | 2:57 |
| 4.    | Man at the Garden                                            | Duckworth                                                        | - Sounwave - Antonoff - Balmoris - Reese - M-Tech (add.)                                                    | 3:53 |
| 5.    | Hey Now (feat. Dody6)                                        | - Duckworth - Zarius Cunningham                                  | - Sounwave - Antonoff - Mustard                                                                             | 3:37 |
| 6.    | Reincarnated                                                 | Duckworth                                                        | - Sounwave - Antonoff - Lamar - M-Tech - Noah Ehler                                                         | 4:35 |
| 7.    | TV Off (feat. Lefty Gunplay)                                 | Duckworth                                                        | - Sounwave - Antonoff - Mustard - Washington - Sean Momberger                                               | 3:40 |
| 8.    | Dodger Blue (feat. Wallie the Sensei, Siete7x & Roddy Ricch) | - Duckworth - Dew - Traquan Tyson - Craig Johnson Jr.            | - Sounwave - Antonoff - Tane Runo - Maxey - Terrace Martin (add.)                                           | 2:11 |
| 9.    | Peekaboo (feat. AzChike)                                     | - Duckworth - Damaria Walker                                     | - Sounwave - Bridgeway - Momberger                                                                          | 2:35 |
| 10.   | Heart Pt. 6                                                  | Duckworth                                                        | - Sounwave - Antonoff - M-Tech (add.) - Juju (add.)                                                         | 4:52 |
| 11.   | GNX (feat. Hitta J3, YoungThreat, and Peysoh)                | - Duckworth - Dominicke Williams - Deonta Simuel - Kevin Oropeza | - Sounwave - Antonoff - Kenny & Billy - Rascal - Maxey (add.)                                               | 3:13 |
| 12.   | Gloria (feat. SZA)                                           | - Duckworth - Rowe - Boggs                                       | - Sounwave - Antonoff - Deats                                                                               | 4:47 |
| 44:20 |                                                              |                                                                  | |      |

Notes
- "Luther" et "Gloria" présentent des voix non créditées de SZA.
- "Hey Now" présente des voix non créditées de Dody6.
- "Dodger Blue" présente des voix non créditées de Wallie the Sensei, Roddy Ricch et Siete.
- "Peekaboo" présente des voix non créditées d'AzChike et de Dody6.
- "GNX" présente des voix non créditées de Peysoh, Hitta J3 et YoungThreat.

## Samples
- Squabble Up contient un extrait de When I Hear Music, écrit et interprété par Debbie Deb[33].
- Luther contient un extrait de If This World Were Mine, écrit par Marvin Gaye et interprété par Luther Vandross et Cheryl Lynn[34].
- Reincarnated contient un échantillon de Made Niggaz, écrit et interprété par Tupac Shakur[35].
- Heart Pt. 6 contient un extrait de Use Your Heart, écrit par Chad Hugo et Pharrell Williams et interprété par SWV[23].

## Classements
| Classement (2024-2025)              | Meilleure position |
| ----------------------------------- | ------------------ |
| Allemagne (Media Control AG)        | 4                  |
| Australie (ARIA)                    | 1                  |
| Autriche (Ö3 Austria Top 40)        | 2                  |
| Belgique (Flandre Ultratop)         | 1                  |
| Belgique (Wallonie Ultratop)        | 2                  |
| Canada (Canadian Albums Chart)      | 1                  |
| Danemark (Tracklisten)              | 1                  |
| Écosse (OCC)                        | 4                  |
| Espagne (Promusicae)                | 8                  |
| États-Unis (Billboard 200)          | 1                  |
| États-Unis (Top R&B/Hip-Hop Albums) | 1                  |
| Finlande (Suomen virallinen lista)  | 6                  |
| France (SNEP)                       | 5                  |
| Irlande (Irish Albums Chart)        | 1                  |
| Italie (FIMI)                       | 11                 |
| Japon (Oricon)                      | 22                 |
| Norvège (VG-lista)                  | 1                  |
| Nouvelle-Zélande (RIANZ)            | 1                  |
| Pays-Bas (Mega Album Top 100)       | 1                  |
| Portugal (AFP)                      | 2                  |
| Royaume-Uni (UK Albums Chart)       | 1                  |
| Royaume-Uni (R&B Albums)            | 1                  |
| Suède (Sverigetopplistan)           | 1                  |
| Suisse (Schweizer Hitparade)        | 2                  |

## Certifications
| Pays          | Certification | Unités |
| ------------- | ------------- | ------ |
| France (SNEP) | Or            | 50 000 |